# 真岡鐵道真岡線
真岡線（もおかせん、かつては「もうかせん」）は、茨城県筑西市の下館駅から栃木県芳賀郡茂木町の茂木駅に至る真岡鐵道の鉄道路線。かつては日本国有鉄道（国鉄）・東日本旅客鉄道（JR東日本）が運営していた。愛称「コットン・ウェイ」。

## 路線データ
- 管轄（事業種別）：真岡鐵道（第一種鉄道事業者）
- 路線距離（営業キロ）：41.9 km[1]
- 軌間：1,067 mm[1]
- 駅数：17駅（起終点駅含む）[1]
- 複線区間：なし（全線単線）
- 電化区間：なし（全線非電化）
- 閉塞方式：特殊自動閉塞式（電子符号照査式）
- 最高速度：75 km/h[5]
- 車両基地所在駅：真岡駅[8]
- IC乗車カード対応区間：なし

## 運行形態
全日共通のダイヤで、ワンマン運転の普通列車が毎時1本程度運行される。下館駅 - 茂木駅間の直通運転を基本とするが、下館駅 - 真岡駅間・真岡駅 - 茂木駅間の区間列車も設定されている。通常は1両、平日朝夕は2両での運転だが、沿線でのイベント時には最大で3両まで増結される場合がある。
1994年（平成6年）3月27日より、土日祝日を中心に蒸気機関車牽引の「SLもおか」が1往復運行されている。
「SLもおか」の運行日は普通列車上下各1本の下館駅 - 真岡駅間が運休となるが、下りについては代わりに「SLもおか」の回送を兼ねた下館駅 - 真岡駅間の速達客車列車（6103列車、DE10形ディーゼル機関車牽引）が運行され、特別料金なしで客車列車に乗車できる珍しい事例となっている。この列車の途中停車駅は折本駅と久下田駅のみ（「SLもおか」停車駅の寺内駅は通過）で、終点の真岡駅では始発の茂木方面普通列車に接続する。
普通列車は真岡鐵道への転換時に導入されたモオカ63形（11両）で運行してきたが、老朽化により2003年（平成15年）1月20日よりモオカ14形が導入され、年間2両前後の導入で順次モオカ63形を淘汰した。形式名称の数字（63・14）は導入が始まった和暦の年（モオカ63形は昭和63年、モオカ14形は平成14年）を示している。
転換後の一時期、JR路線からの臨時列車が設定された。「益子陶器市」に合わせて東日本旅客鉄道（JR東日本）の水郡線営業所に配置されていた東北色のキハ40系列や新津運輸区に配置されていた新潟色のキハ58系列が臨時列車として乗り入れた事例があったが、近年は行われていない。
JR東日本から試験車を借り入れ、年1回程度で軌道検測が実施される。転換直後はマヤ34形客車を使用していたが、現在はキヤE193系気動車「East i-D」を使用する。この軌道検測は基本的に「SLもおか」に近い時刻で運行されるため、上り検測と重複する真岡駅 - 下館駅間の普通列車1往復を運休させる措置を取っている。
国鉄時代（1970年ごろ）は上り14本、下り8本が運行され、うち上下8本が水戸線に乗り入れ小山まで直通していた。朝夕には5 - 6両編成（最長6両編成）で運行され、5両編成の列車はそのうち3両、6両編成の列車は4両が下館で分割され水戸線列車として運行されていた。1988年（昭和63年）の真岡鉄道転換前には同年3月13日のJR東日本のダイヤ改正（一本列島を参照）に際し予め転換後のダイヤとするため小山直通列車は廃止となった。また、水戸線の小山駅 - 下館駅間に区間列車を増発するなどして真岡線直通廃止で減少する列車を補完している。第三セクター転換前のこの頃になると昼間の列車はほぼなくなり、空いている時間で真岡鐵道のモオカ63形を使用した試運転列車が運行された。

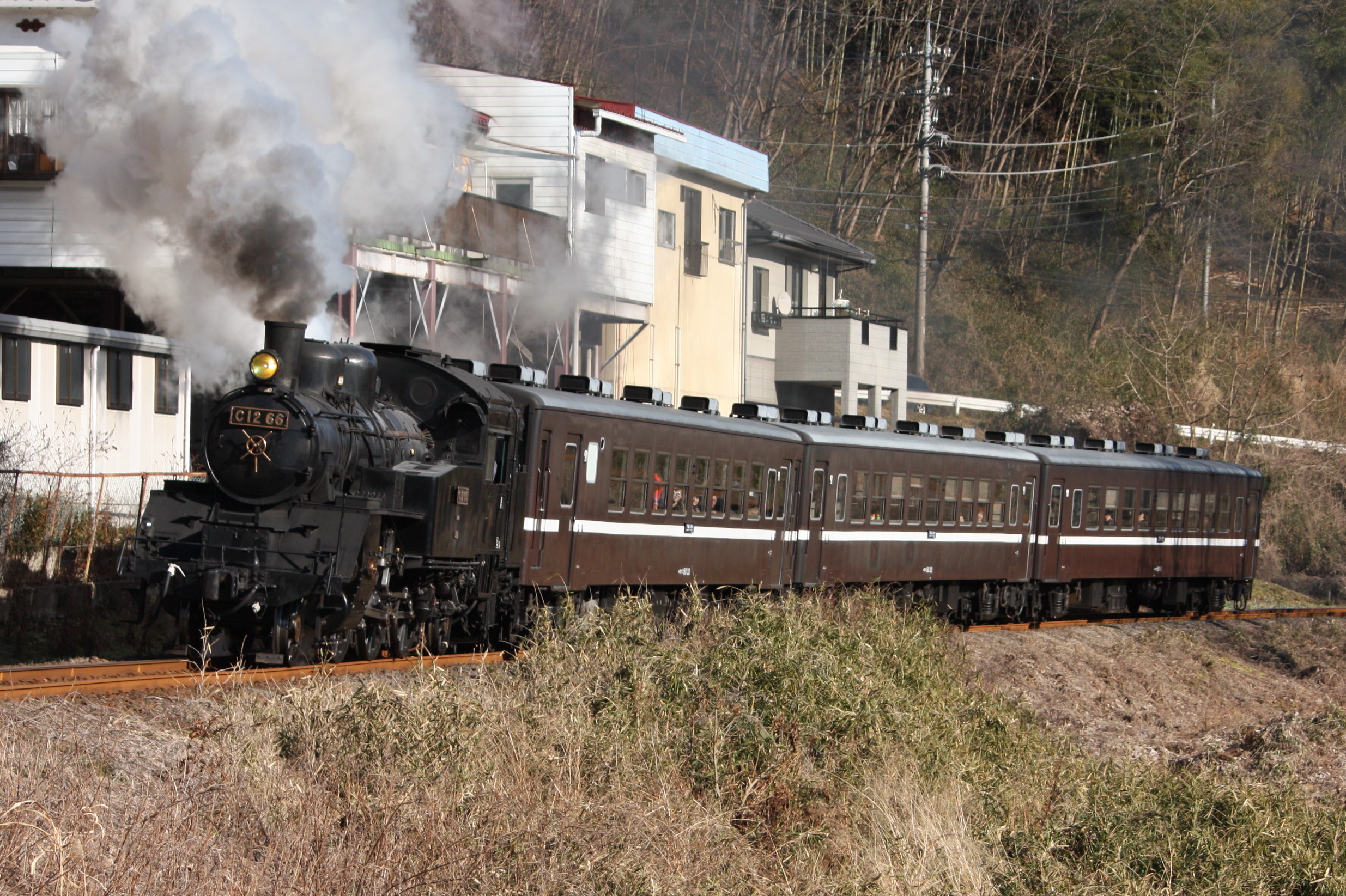
C12 66牽引による「SLもおか」

## 使用車両

### 現在の車両
- モオカ14形
- 50系
- C12形
- DE10形

### 過去の車両

#### 真岡鐵道転換後
- モオカ63形
- C11形
- DD13形

#### 国鉄・JR時代
- キハ20・25形
- キハ40系
- キハ45系
- キハ58系
- DE10形

## 歴史
歴史は古く、1912年（明治45年）の官設鉄道真岡軽便線（もうかけいべんせん）下館駅 - 真岡駅間の開業に始まる。1920年（大正9年）には茂木駅まで全通した。しかし、地域の流動に合わない線形で、県都宇都宮との連絡鉄道（改正鉄道敷設法別表第37号「栃木県市塙ヨリ宝積寺に至ル鉄道」）も計画されたが実現に至らなかった。なお、最初の着工前には、下館駅でなく、隣の川島駅を起点とし、一部工事も着工がされていたが、災害などで中止され、結局下館起点に変更となった。
1960年（昭和35年）5月30日に国鉄関東支社評議員会よりバス転換が答申された。その後、国鉄再建法施行により、1984年（昭和59年）に第2次特定地方交通線に指定され、1987年（昭和62年）にJR東日本に承継されたのち、1988年（昭和63年）に真岡鐵道に転換された。
- 1911年（明治44年）10月15日：真岡軽便線着工[3]。
- 1912年（明治45年）4月1日：真岡軽便線下館駅 - 真岡駅間 (16.5 km) 開業[14][15]。途中に折本駅、久下田駅、寺内駅を新設[3]。
- 1913年（大正2年）7月11日：真岡駅 - 七井駅間 (12.0 km) が延伸開業し、途中に西田井駅、益子駅を新設[16][3]。
- 1920年（大正9年）12月15日：七井駅 - 茂木駅間 (13.5 km) が延伸開業し、途中に市塙駅を新設（全通・42.0 km）[17][3]。
- 1922年（大正11年）9月2日：真岡線に改称[3][18]。
- 1935年（昭和10年）12月15日：気動車（ガソリンカー[3]）運行開始（下館駅 - 茂木駅間）[19]。
- 1955年（昭和30年）4月1日：多田羅駅、北真岡駅新設[3]。ディーゼルカー運行開始[4]。
- 1958年（昭和33年）9月5日：折本駅の交換設備撤去[4]。
- 1962年（昭和37年）10月1日：上野駅 - 下館駅 - 真岡駅・茂木駅間で準急「つくばね」運行開始[4]。
  - 停車駅（真岡線内）
    - 下館駅 - 久下田駅 - 真岡駅 - 益子駅 - 七井駅 - 市塙駅 - 茂木駅
- 1966年（昭和41年）3月5日：「つくばね」が準急から急行に格上げ[4]。
- 1968年（昭和43年）10月1日：急行「つくばね」の電車化に伴い真岡線乗り入れ廃止[4]。
- 1970年（昭和45年）10月1日：無煙化[4]。
- 1978年（昭和53年）10月1日：益子駅 - 茂木駅間貨物営業廃止[4]。
- 1982年（昭和57年）11月1日：下館駅 - 益子駅間貨物営業廃止（全線貨物営業廃止）[4][20]。
- 1984年（昭和59年）9月11日：廃止承認（第2次廃止対象特定地方交通線）[4]。
- 1987年（昭和62年）4月1日：国鉄分割民営化により東日本旅客鉄道に承継[4]。
- 1988年（昭和63年）4月11日：JR真岡線廃止 (-42.0 km) [4]。真岡鐵道真岡線開業 (41.9 km)[4] 。線名・真岡駅・北真岡駅の「真岡」の読み方をそれまでの「もうか」から真岡市と同じ「もおか」に改称[4]。下館二高前駅新設[4]。七井駅の交換設備復活[4]。
- 1989年（平成元年）3月11日：北山駅新設[4][21]。
- 1992年（平成4年）3月14日：ひぐち駅、笹原田駅、天矢場駅新設[22]。
- 1993年（平成5年）12月：西田井駅、市塙駅の交換設備復活[23]。
- 1994年（平成6年）3月27日：「SLもおか」運行開始[4][9]。
- 1996年（平成8年）3月22日：真岡駅、茂木駅に転車台が完成。
- 2011年（平成23年）
  - 3月11日：東北地方太平洋沖地震により、全線で運休[4]。
  - 3月23日：真岡駅 - 茂木駅間で運行再開[4][24]。
  - 4月1日：全線で運行再開[4][25]（4月5日まで臨時ダイヤ）。
  - 10月14日：五行川橋梁（北真岡駅 - 西田井駅間）・小貝川橋梁（北山駅 - 益子駅間）が、土木遺産に認定される。
- 2020年（令和2年）
  - 3月7日：新型コロナウイルス感染症 (COVID-19) 拡大防止のため「SLもおか」をこの日から運休[26]。
  - 7月18日：運休していた「SLもおか」が運行再開。全席事前予約制となる[26]。

## 駅一覧
凡例
*印は転換以後に設置された駅。
SLもおか停車駅 … ●：停車、｜：通過
線路（全線単線） … ◇：列車交換可、｜：列車交換不可
| 駅名          | 駅間 営業キロ | 累計 営業キロ | SLもおか | 接続路線                                | 線路 | 所在地        | 所在地        | 所在地        |
| ------------- | ------------- | ------------- | -------- | --------------------------------------- | ---- | ------------- | ------------- | ------------- |
| 下館駅        | -             | 0.0           | ●        | 東日本旅客鉄道：水戸線 関東鉄道：常総線 | ｜   | 茨城県 筑西市 | 茨城県 筑西市 | 茨城県 筑西市 |
| 下館二高前駅* | 2.2           | 2.2           | ｜       |                                         | ｜   | 茨城県 筑西市 | 茨城県 筑西市 | 茨城県 筑西市 |
| 折本駅        | 2.4           | 4.6           | ●        |                                         | ◇    | 茨城県 筑西市 | 茨城県 筑西市 | 茨城県 筑西市 |
| ひぐち駅*     | 1.9           | 6.5           | ｜       |                                         | ｜   | 茨城県 筑西市 | 茨城県 筑西市 | 茨城県 筑西市 |
| 久下田駅      | 2.0           | 8.5           | ●        |                                         | ◇    | 栃木県        | 真岡市        | 真岡市        |
| 寺内駅        | 4.1           | 12.6          | ●        |                                         | ｜   | 栃木県        | 真岡市        | 真岡市        |
| 真岡駅        | 3.8           | 16.4          | ●        |                                         | ◇    | 栃木県        | 真岡市        | 真岡市        |
| 北真岡駅      | 1.6           | 18.0          | ｜       |                                         | ｜   | 栃木県        | 真岡市        | 真岡市        |
| 西田井駅      | 3.2           | 21.2          | ●        |                                         | ◇    | 栃木県        | 真岡市        | 真岡市        |
| 北山駅*       | 1.7           | 22.9          | ｜       |                                         | ｜   | 栃木県        | 真岡市        | 真岡市        |
| 益子駅        | 2.2           | 25.1          | ●        |                                         | ｜   | 栃木県        | 芳賀郡        | 益子町        |
| 七井駅        | 3.3           | 28.4          | ●        |                                         | ◇    | 栃木県        | 芳賀郡        | 益子町        |
| 多田羅駅      | 2.8           | 31.2          | ●        |                                         | ｜   | 栃木県        | 芳賀郡        | 市貝町        |
| 市塙駅        | 3.1           | 34.3          | ●        |                                         | ◇    | 栃木県        | 芳賀郡        | 市貝町        |
| 笹原田駅*     | 3.8           | 38.1          | ｜       |                                         | ｜   | 栃木県        | 芳賀郡        | 市貝町        |
| 天矢場駅*     | 1.1           | 39.2          | ｜       |                                         | ｜   | 栃木県        | 芳賀郡        | 茂木町        |
| 茂木駅        | 2.7           | 41.9          | ●        |                                         | ｜   | 栃木県        | 芳賀郡        | 茂木町        |

- 下館駅、真岡駅、益子駅、茂木駅は、駅社員が配置される有人駅。その他の駅は全て無人駅である。

## 計画路線
改正鉄道敷設法で挙げられた真岡線に関係する予定線としては、以下のものがある。
- 第36号「栃木県茂木ヨリ烏山ヲ経テ茨城県大子ニ至ル鉄道及栃木県大桶附近ヨリ分岐シテ黒磯ニ至ル鉄道」
- 第38号「茨城県水戸ヨリ阿野沢ヲ経テ東野附近ニ至ル鉄道及阿野沢ヨリ分岐シテ栃木県茂木ニ至ル鉄道」

このうち前者は、1934年（昭和9年）に鉄道先行路線として常陸大子駅 - 烏山駅 - 茂木駅間に国鉄バス（後のジェイアールバス関東）常野線が開業したが、鉄道路線としては実現せず、常野線も1993年（平成5年）6月の茂木駅 - 芳賀黒田間廃止を境に路線縮小が進み、2011年（平成23年）には全区間が廃止された。現在はかつての常野線の一部経路を那須烏山市営バスが運行している。
また後者は、このうち茂木 - 長倉宿（現・常陸大宮市）間が国鉄長倉線として計画され、1937年（昭和12年）3月に着工。全線の用地買収と河井村（現・茂木町）までの路盤建設が完了し、1940年（昭和15年）にはレールの敷設工事も開始されていた。しかし、太平洋戦争勃発による建設区間見直しで工事は中断、レールも金属回収により撤去され、戦後も再開されず開業することはなかった。また、1927年（昭和2年）に後者のルートのうち、水戸近くの赤塚駅と阿野沢付近の御前山駅（現・城里町）を結ぶ鉄道として茨城鉄道（のちの茨城交通茨城線）が開業したが、1971年（昭和46年）までに廃止された。茨城鉄道は御前山 - 長倉間の免許も取得していたが実現しなかった。国鉄バスによる鉄道先行路線としては水戸 - 赤沢間が水都東線、赤沢 - 長倉宿 - 茂木間が水都西線として開業したが、いずれの区間も1990年代までに廃止されている。
茂木駅終端部より未成線の路盤が延びているが、2017年（平成29年）時点で並松運動公園付近と茂木駅周辺の市街地部分は築堤、橋台などが撤去、削平され道路として整備されている。
2020年（令和2年）から観光資源として長倉線の予定線用地を観覧するツアーが茂木町と町観光協会によって実施されており、通常閉鎖されているトンネルにも入ることが出来る。

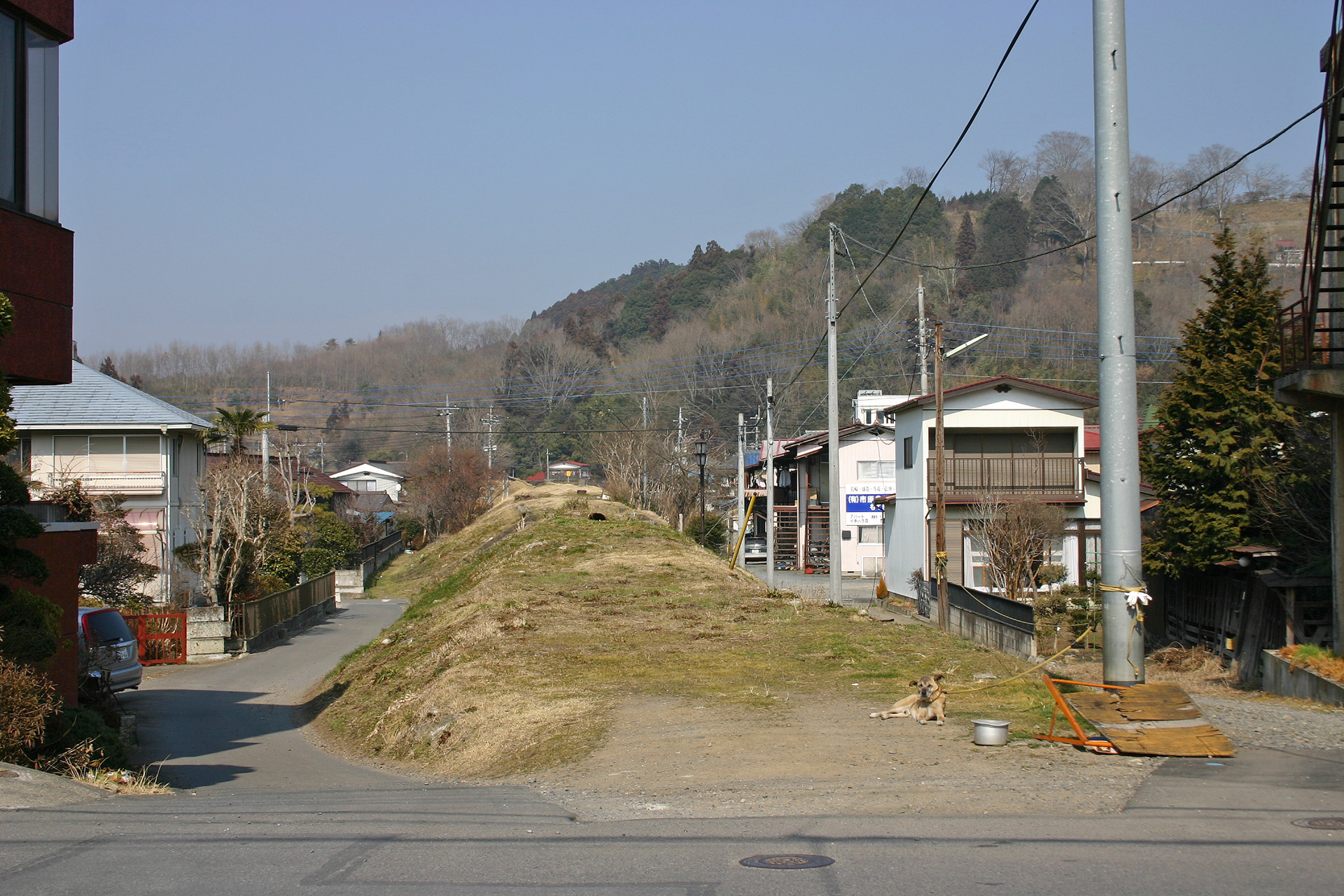
茂木駅終端部から延びていた築堤（2004年2月）
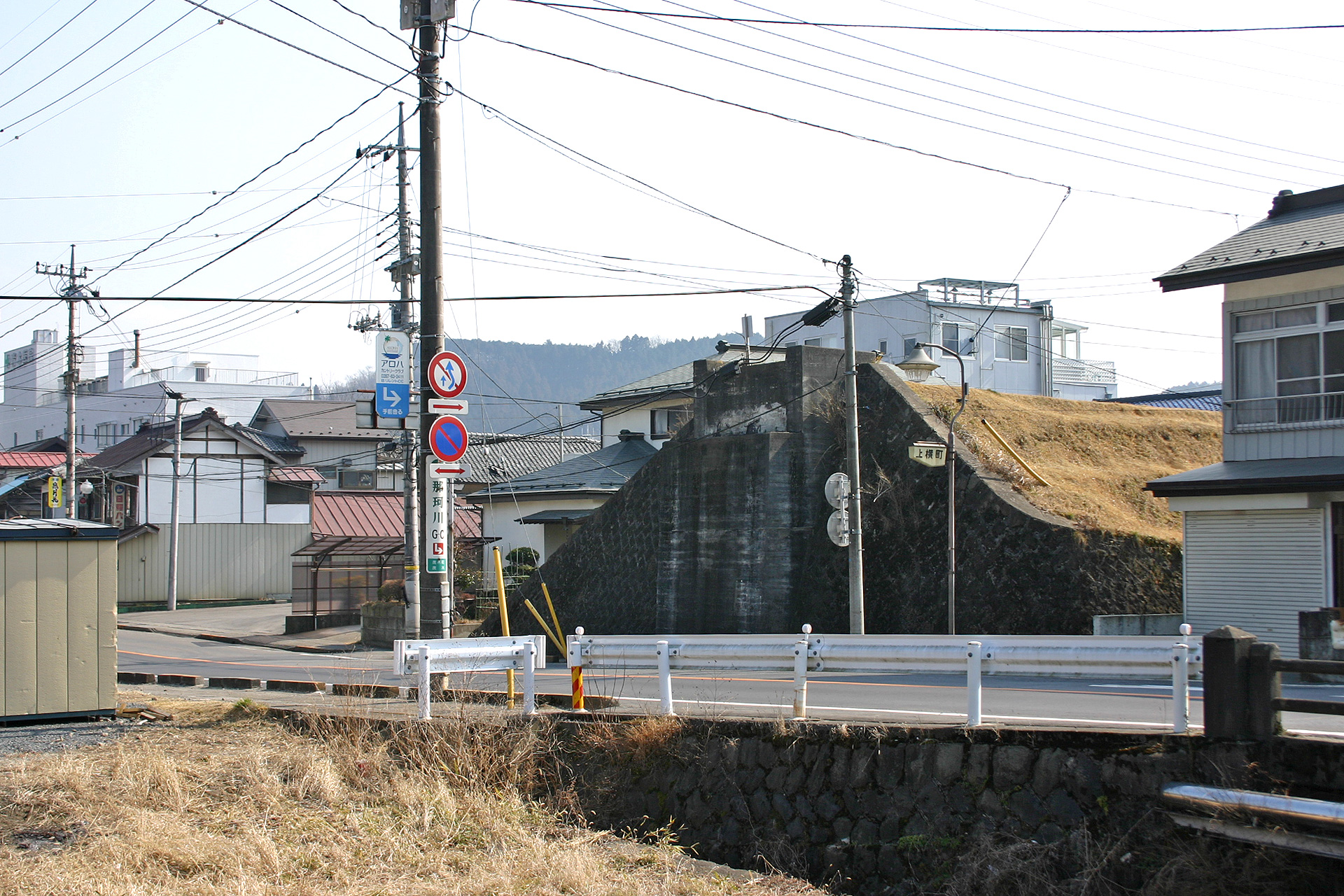
市街地に残っていた橋台（2004年2月）
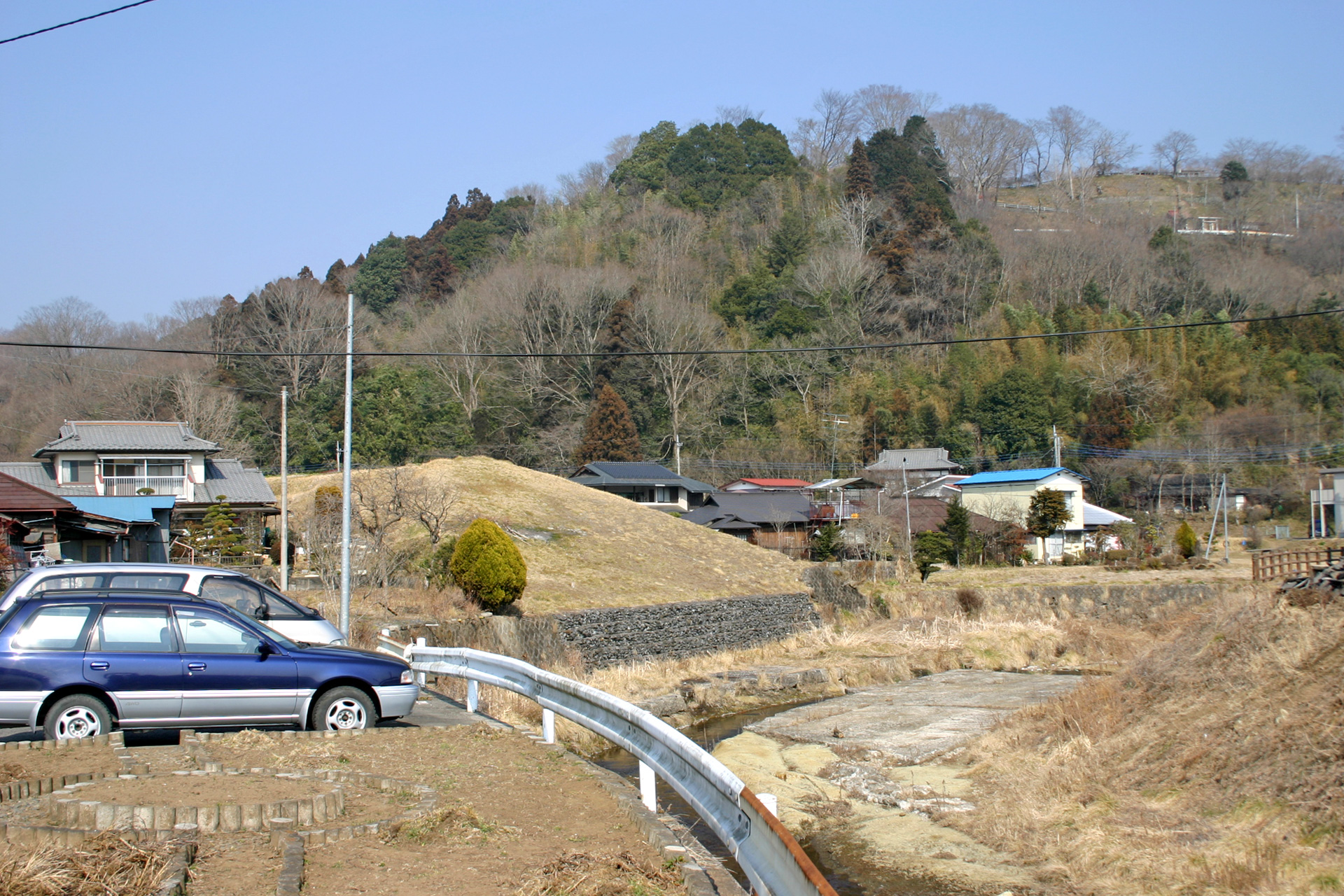
橋台を過ぎ北へと続く築堤（2004年2月）
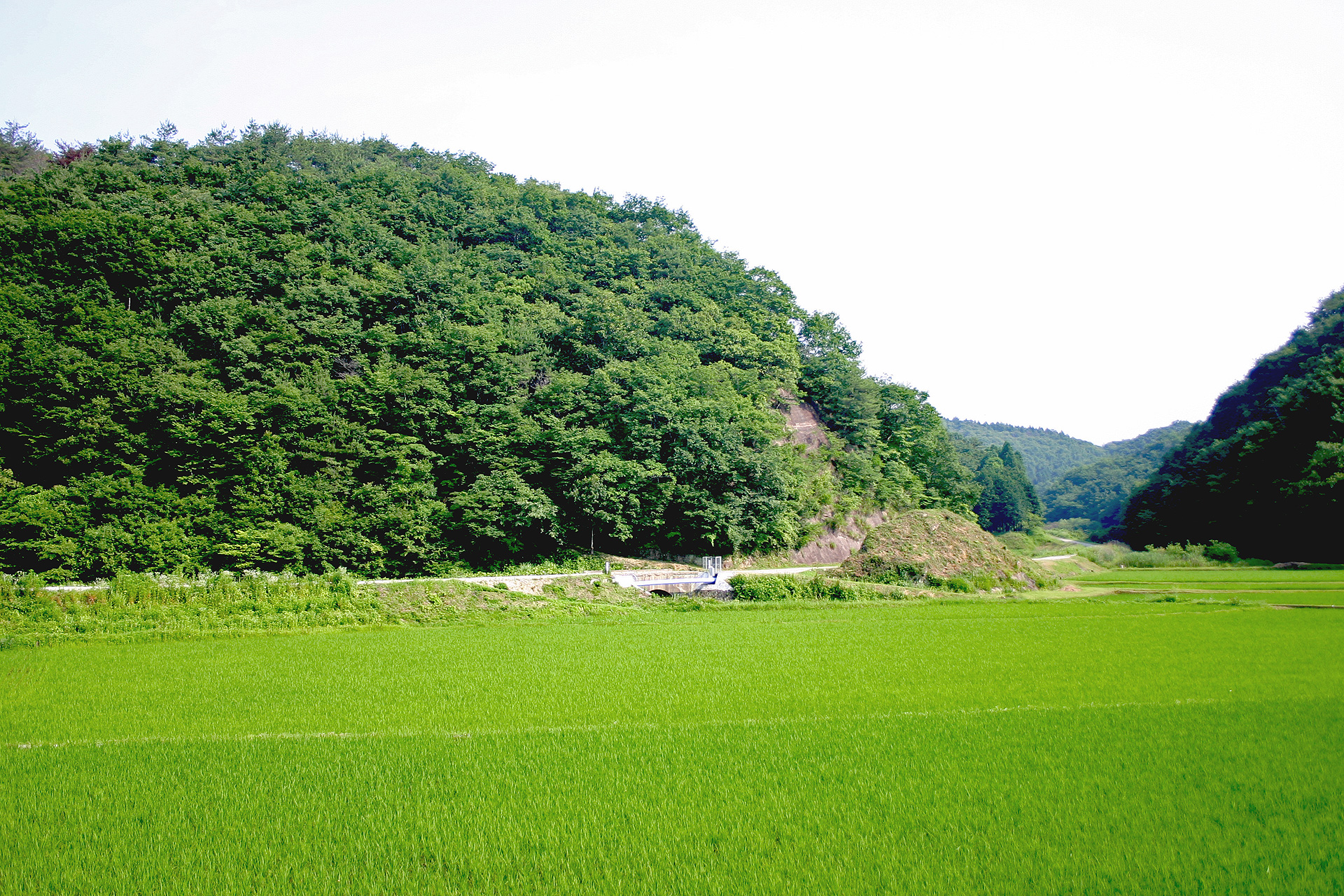
路盤に切通しと建設時のコンクリート橋が残る（2004年6月）
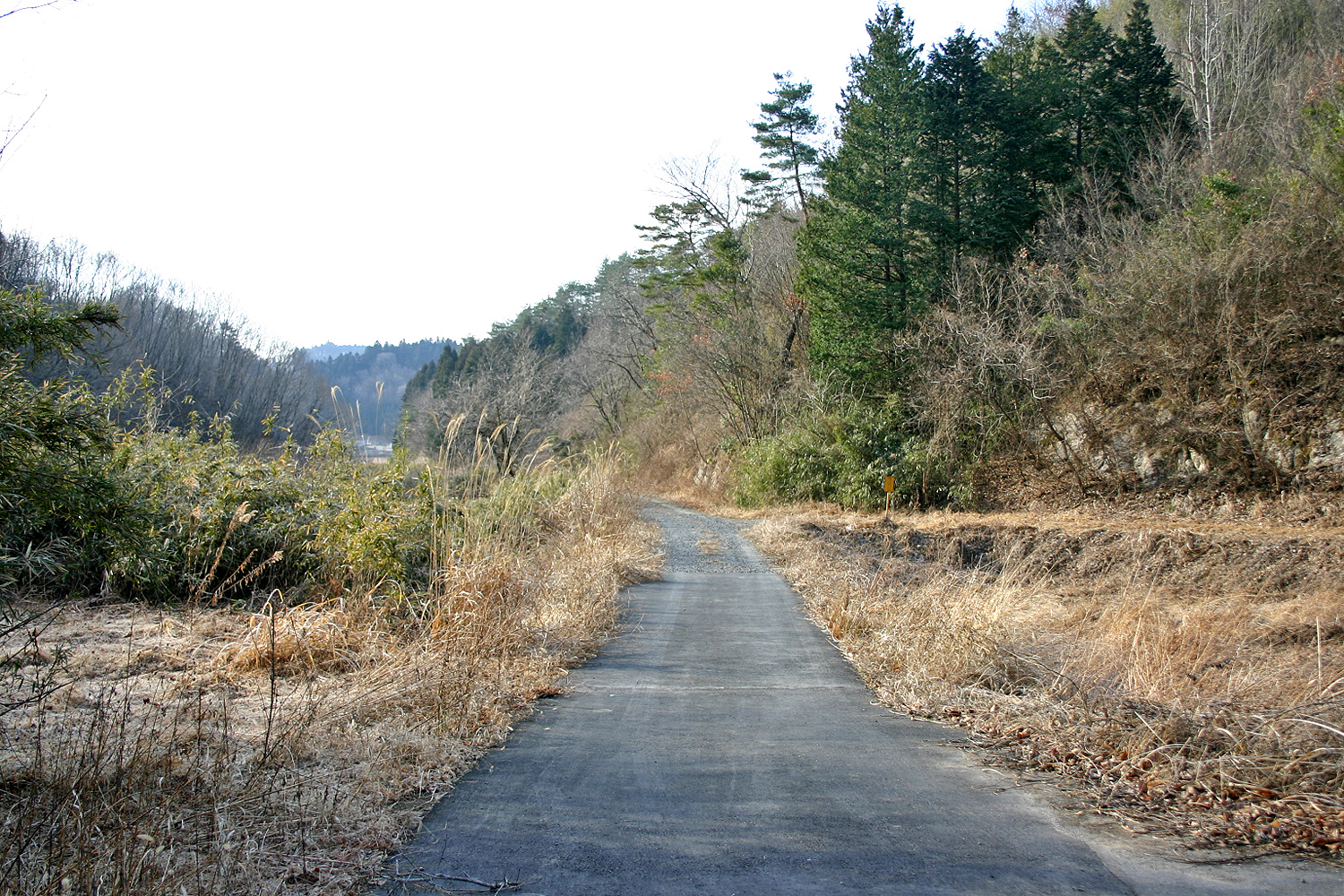
トンネル手前から茂木方の風景（2004年2月）
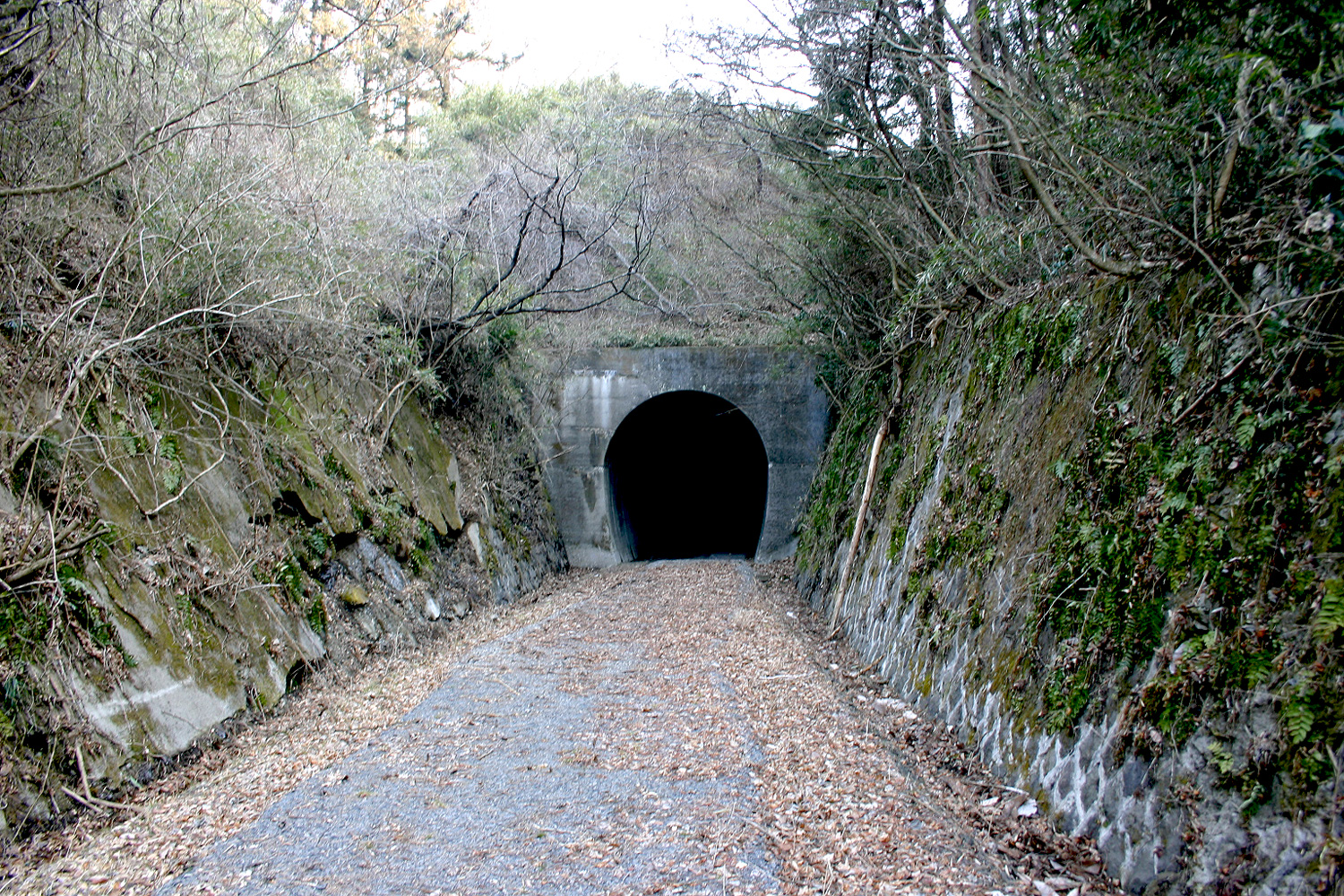
長倉線（真岡線）唯一となる予定だったトンネル（2004年2月）
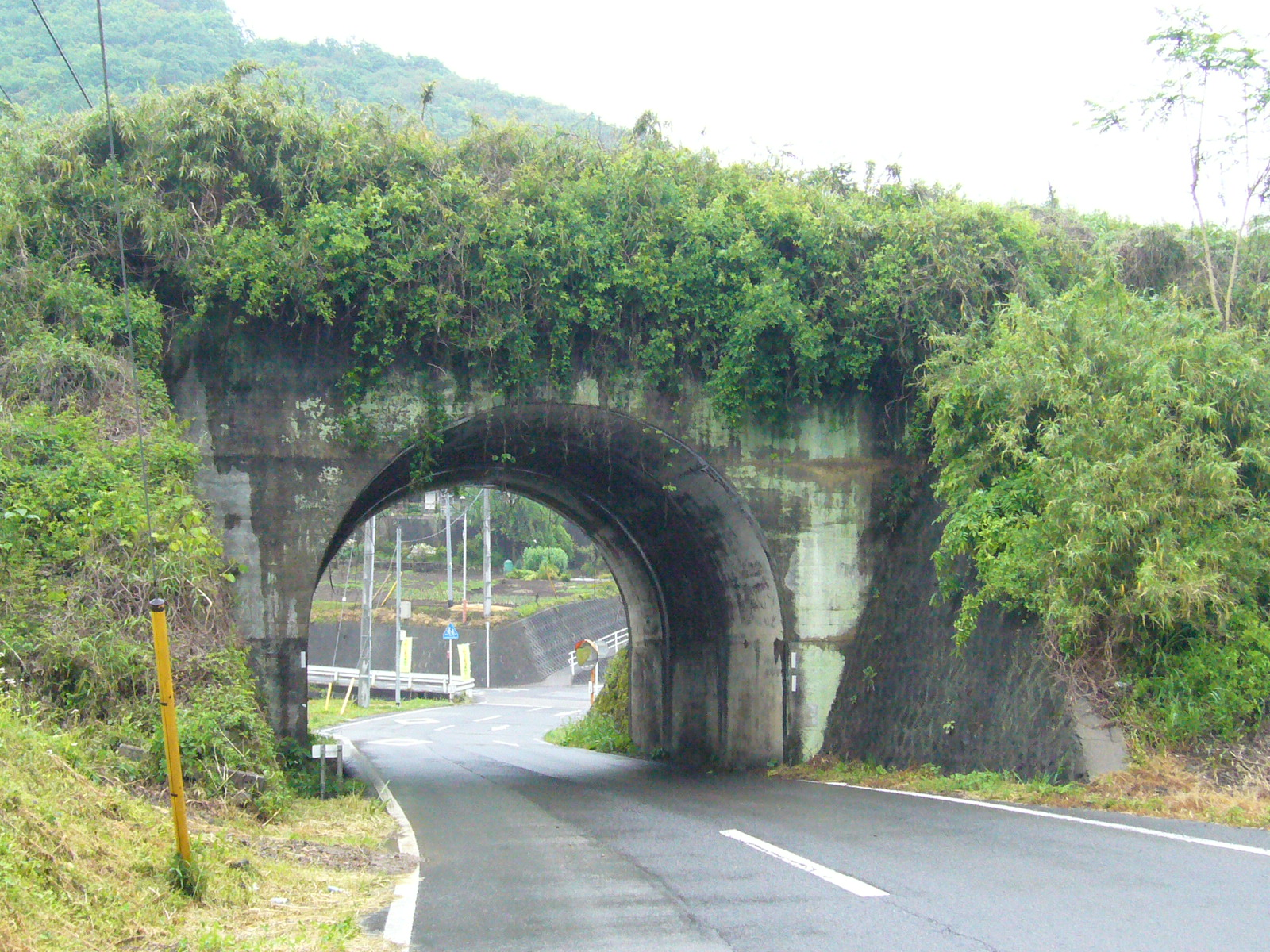
国鉄長倉線跨道橋・茂木町小萩・栃木県道27号那須黒羽茂木線（2007年5月撮影）

## その他
- 2003年には沿線の観光協会より、茂木駅からツインリンクもてぎ（現・モビリティリゾートもてぎ）までの路線延伸が要望されている[29]。